# Bokrean

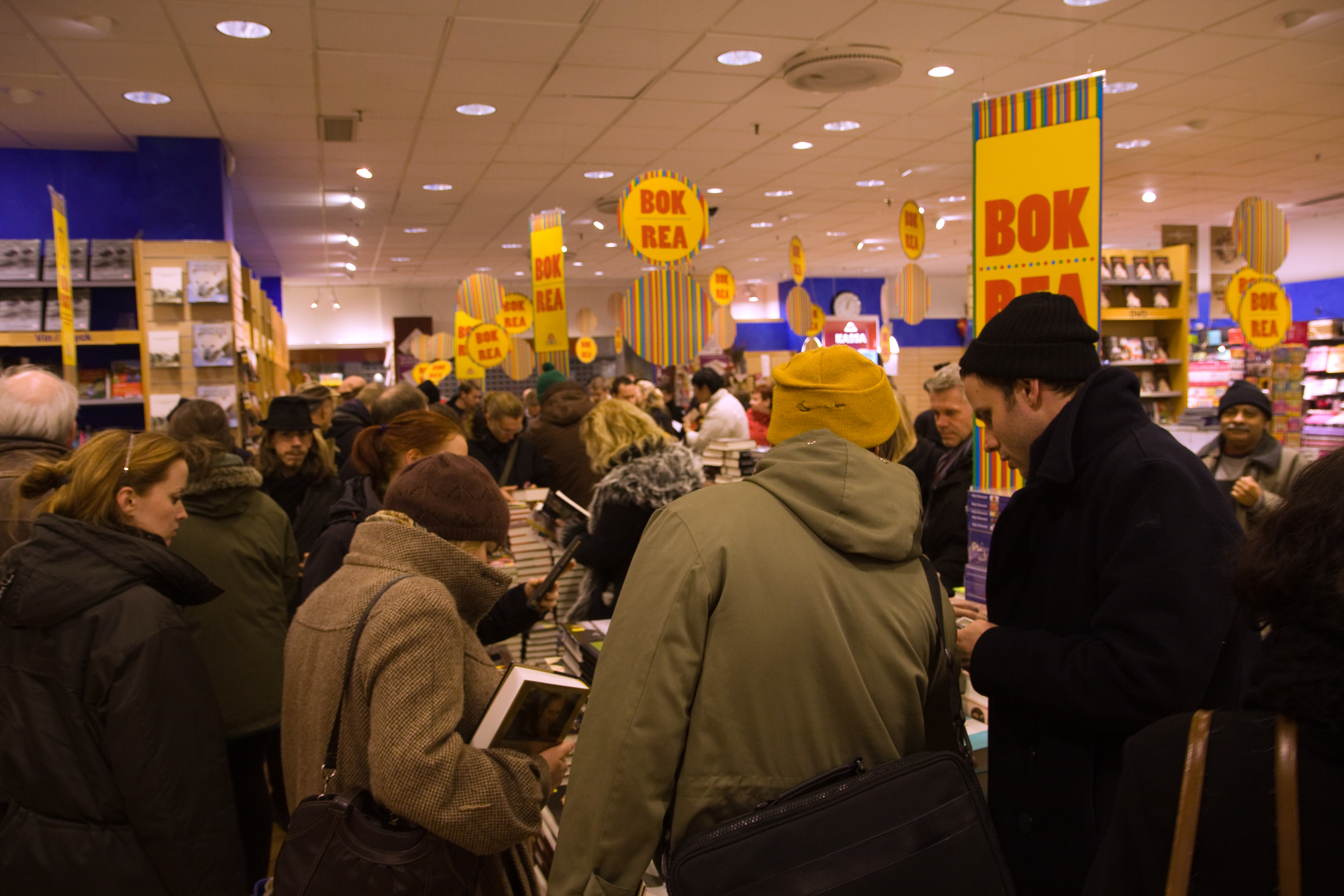
Folk på bokrean 2009, strax efter att den startat vid midnatt.

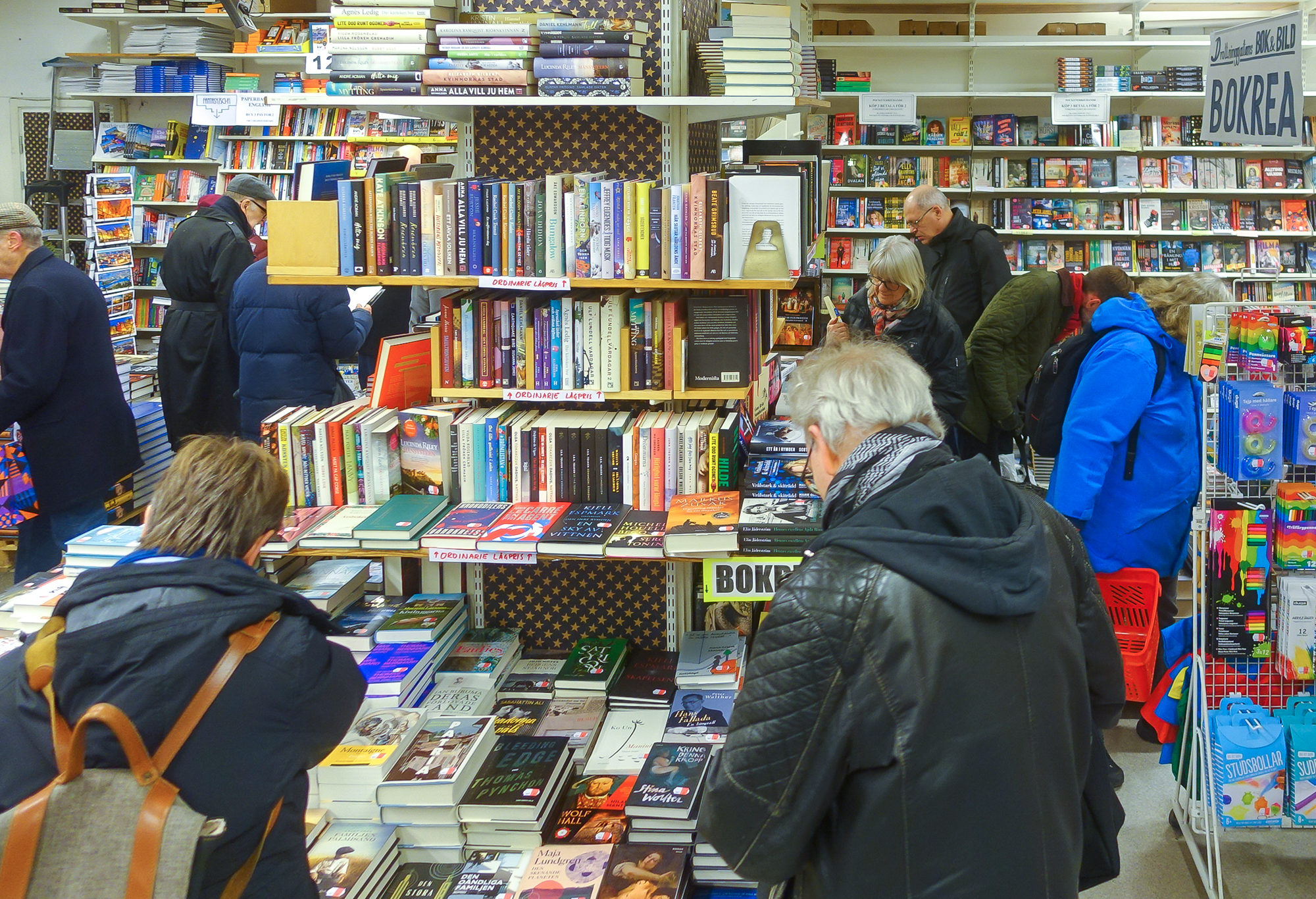
Bokrea i butiken Bok & Bild på Drottninggatan i Stockholm 2020.

Bokrean är ett årligt evenemang i Sverige då butiker i hela landet säljer rabatterade böcker från och med ett gemensamt datum i slutet av februari.
För bokbranschen är rean en viktig period på året, tidigare även viktigare än julhandeln. Numera har julhandeln en större omsättning än bokrean, bakgrunden är det sviktande intresset för bokrean i sin traditionella form. 
Många butiker öppnar extra tidigt på bokreans första dag, och vissa öppnar redan vid midnatt. Det trycks ibland upp särskilda reaupplagor av populära böcker, ofta på sämre papper. Den överväldigande majoriteten titlar som erbjuds på rean är dock originalutgåvor, eller identiska nytryck. Eftersom bokförsäljningen inte längre är begränsad till bokhandlar finns ofta reaböcker också på varuhusen. Däremot innebär inte rean längre slutet för en bok, eftersom vissa bokhandlar köper in restupplagor och saluför dem efter reans slut. Inte heller är den stora bokrean det enda tillfället att hitta böcker till nedsatt pris.

## Historia

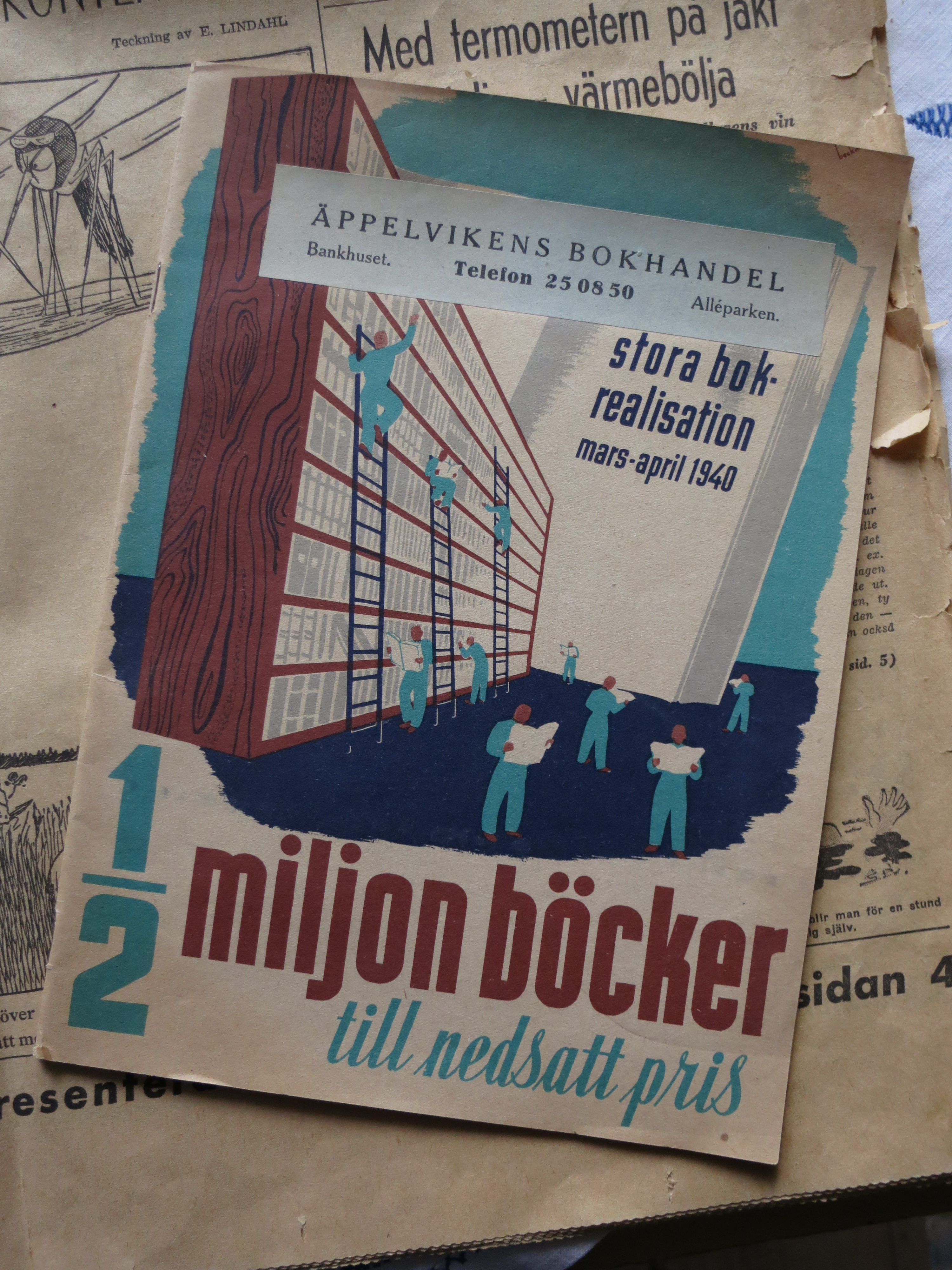
Den första gemensamma reakatalogen, 1940

Bokrean började redan i slutet av 1920-talet då bokförlagen ville få sålt sina restupplagor. Då fanns inga regler för rean, utan ett förlag började sin rea i början av våren och sedan hängde de andra förlagen på med sina. Det var endast böcker som var fem år eller äldre som var med på rean.
Under 1930-talet började förlagen enas om bestämda datum varje år, runt den 15 februari. Redan då diskuterades startdatumen och bokrean fick inte ligga för nära julhandeln. Fler faktorer kom att spela in på valet av datum, såsom datum för löning och skolornas sportlov.
År 1940 gick tre förlag samman och tryckte den första gemensamma reakatalogen. 1945 var det hela 14 förlag som samsades i samma katalog, med över 900 titlar. Detta var billigare för de inblandade förlagen, och gav även kraftfullare marknadsföring.
1950 genomförde förlaget Bonniers en stor lagerrensning i samband med bokrean, som därmed blev förlagets dittills största bokrea. Bonniers reakatalog innehöll det året 850 titlar och trycktes i 420 000 exemplar. Under 50- och 60-talet ökade också medias och allmänhetens intresse för bokrean som då blev ett gigantiskt jippo.
Intresset för bokrean sjönk under 1970-talet, bland annat på grund av att många böcker återkom på bokreorna flera år i rad, att det blev svårare att "fynda" och att reapriserna ansågs för höga. Även bokförsäljning genom bokklubbar och stora varuhus blev en stor konkurrent till bokhandlarna.
För att vända de dåliga försäljningssiffrorna och bokreans dåliga rykte vidtogs många åtgärder i slutet av 1980-talet. Specialupplagor och kartonnageböcker rensades bort och rejäla prissänkningar infördes. Dessa åtgärder var lyckade. Bokrean fick tillbaka sitt goda rykte och försäljningen ökar fortfarande.

## Regler och konflikter

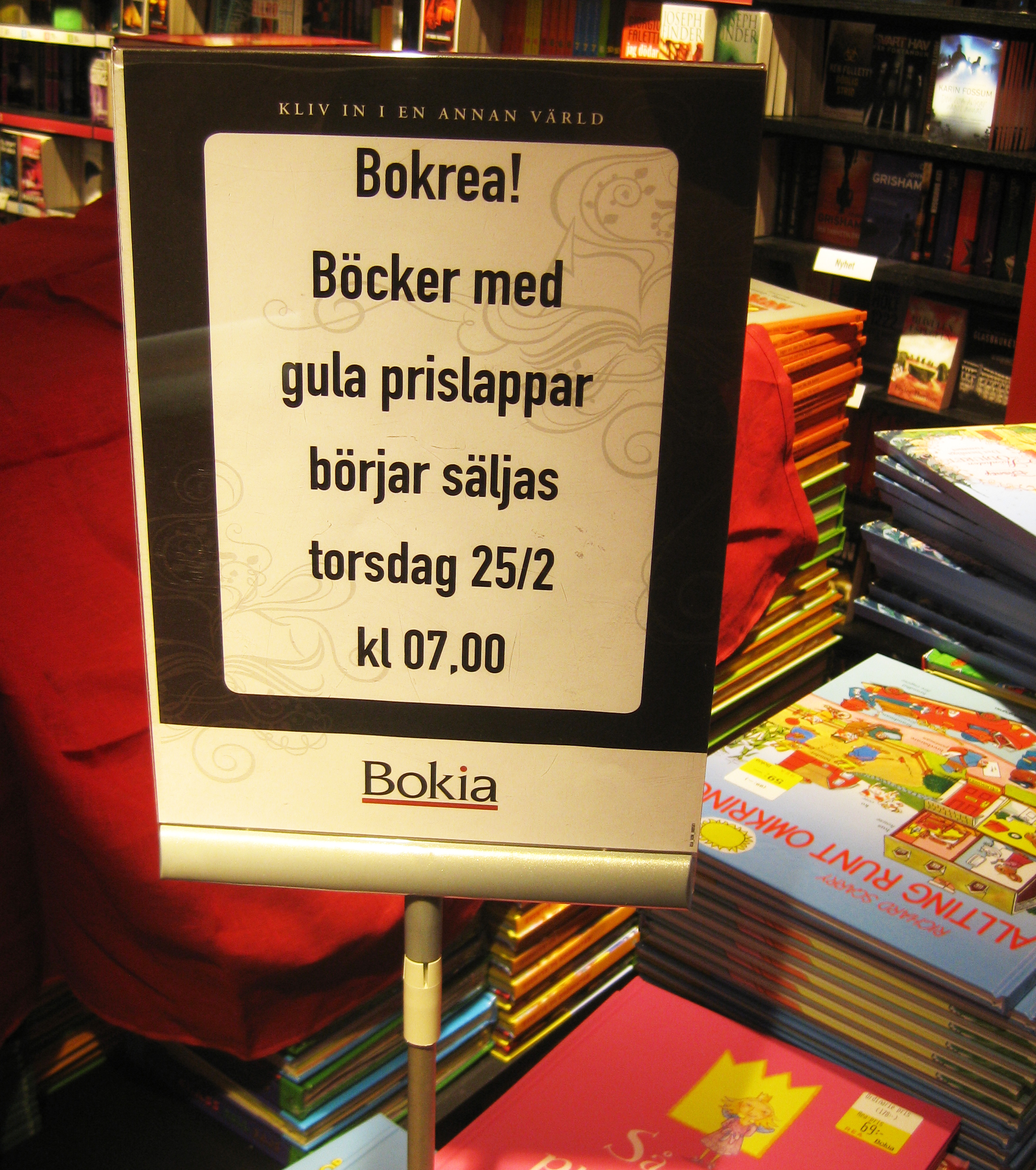
Bokhandlare över hela Sverige har ett gemensamt datum för bokreans start, och reaböckerna får inte säljas före detta datum.

Det finns en del regler och överenskommelser för att bokrean ska bli så rättvis som möjligt för alla inblandade butiker. Reglerna sätts av Svenska bokhandlareföreningen (SBF). Exempelvis har det gemensamma startdatumet bestämts bland annat för att få upp ett tryck och intresse för rean och även uppmärksamhet - av både kunder och media - över hela Sverige samtidigt. Både fysiska butiker och internetbokhandlar deltar i bokrean, men skillnaderna mellan de båda har resulterat i många konflikter.
År 2009 beslutade SBF att kunderna inte fick förbeställa böcker inför rean. Dag Klackenberg, SBF:s ordförande menade att en förhandsbeställning är ett avslutat köp med en senarelagd leverans, och därför kan räknas som en slags tjuvstart. Internetbokhandlarna ansåg dock att det var omöjligt att konkurrera med de fysiska butikerna om kunderna inte fick förhandsbeställa böcker. Redan året därpå togs denna regel bort.
Inför 2010 års bokrea meddelade ICA att de tänkte starta bokrean i ICA Maxibutikerna klockan 20.00 på onsdagen före det bestämda datumet, dock endast för utvalda kunder. Detta retade upp andra bokhandlare som oroade sig för att hela idén med en gemensam bokrea skulle försvinna. Efter den hårda kritiken från både konkurrenter och bokförlag beslutade ICA att inte tjuvstarta bokrean, men att de utvalda kunderna får välja ut böcker på onsdagen, och betala och hämta dem när bokrean startat på torsdagen.

## Bokrea i andra länder
I Norge kallas den årliga bokrean Mammutsalget. Rean är ett samarbete mellan bokhandlarna och förläggarna och hölls första gången 1885. Namnet lanserades 1964 och rean har en gemensam katalog Mammutavisen. Varje år deltar mer än 70 bokförlag och upp till 500 bokhandlare i rean.
Danmark hade tidigare en allmän bokrea i februari, Det store bogudsalg, där förlagen och bokhandlarna samarbetade som i Sverige. År 2008 upphörde samarbetet och den gemensamma katalogen försvann.
I Finland började den gemensamma bokrean tidigare alltid den första torsdagen i februari men 2006 uppgav man den gemensamma reastarten och publiciteten sjönk drastiskt. Idag producerar bokhandelskedjorna egna reakataloger.
Bokrean i Island startar alltid den sista onsdagen i februari och pågår i cirka två veckor men inga reakataloger tas fram. År 2006 omsattes 50 miljoner isländska kronor under rean, som är av mycket stor ekonomisk betydelse för både bokhandlarna och förlagen.
I andra länder saknas det samarbete mellan bokförlag och bokhandlare som är förutsättningen för en gemensam bokrea.